# Pleuroprucha
Pleuroprucha is een geslacht van vlinders van de familie spanners (Geometridae), uit de onderfamilie Sterrhinae.

## Soorten
- P. archigetes Prout, 1932
- P. hypoxia Prout, 1938
- P. insulsaria Guenée, 1858
- P. molitaria Möschler, 1890
- P. numitoria Druce, 1892
- P. obscurior Schaus, 1901
- P. ochrea Warren, 1897
- P. paranaria Jones, 1921
- P. protopages Prout, 1932
- P. pyrrhularia Möschler, 1890
- P. roseipuncta Warren, 1897
- P. rubescens Dognin, 1906
- P. rudimentaria Guenée, 1858